# Soufian Benyamina
Soufian Benyamina (Berlino, 2 marzo 1990) è un calciatore tedesco con cittadinanza algerina, attaccante del Greifswalder.

## Carriera
Dopo aver giocato nelle giovanili dell'Hertha Berlino che dell'Union, Benyamina ha giocato nella massima serie dei campionati tedesco e polacco, e nella seconda divisione tedesca, segnando 119 gol in 15 anni di carriera.